# Louis Lozowick
Louis Lozowick (ukrainisch Луї Лозовик; * 10. Dezember 1892 in Ludvinovka, Gouvernement Kiew, Russisches Kaiserreich; † 9. September 1973 in South Orange, New Jersey, USA) war ein ukrainisch-amerikanischer Maler, Zeichner, Lithograf und Autor. Er wurde als wichtiger Vertreter des Präzisionismus (engl. Precisionism) bekannt.

## Leben
Louis Lozowick wurde 1892 in Ludvinovka in der Nähe von Kiew als Sohn einer jüdischen Familie geboren. Ab etwa 1903 besuchte er die Kunstschule in Kiew, bevor er 1906 im Alter von vierzehn Jahren ohne Papiere in die USA emigrierte. Er ließ sich in New Jersey nieder, arbeitete zunächst in Fabriken und erlernte Englisch. Von 1912 bis 1915 studierte er an der National Academy of Design in New York bei Lehrern wie Leon Kroll und Emil Carlsen. Anschließend setzte er sein Studium an der Ohio State University fort und schloss es 1918 mit Auszeichnung (Phi Beta Kappa) ab.
Er diente kurzzeitig im US‑Militär während des Ersten Weltkriegs. In den Jahren 1919 bis 1924 reiste er intensiv durch Europa – vor allem Paris, Berlin und Moskau – und knüpfte Kontakte zur russischen Avantgarde, u. a. El Lissitzky. In Berlin begann er mit der Lithografie. 1924 kehrte er nach New York zurück und widmete sich dort zunehmend der Druckgrafik. In den späten 1920er und frühen 1930er Jahren war er aktiv im Umfeld der Künstlergruppe American Artists’ Congress und arbeitete für das linke Periodikum New Masses. Während der Großen Depression schuf er im Rahmen der Works Progress Administration (WPA) und des Treasury Relief Art Project öffentliche Werke, inklusive Wandbildern für Postämter in New York. 1926 heiratete er Adele Turner; 1943 zog das Paar nach South Orange, New Jersey. Dort lebte er bis zu seinem Tod 1973 im Orange Memorial Hospital, und der gemeinsame Sohn Lee Lozowick wurde geboren.

## Werk

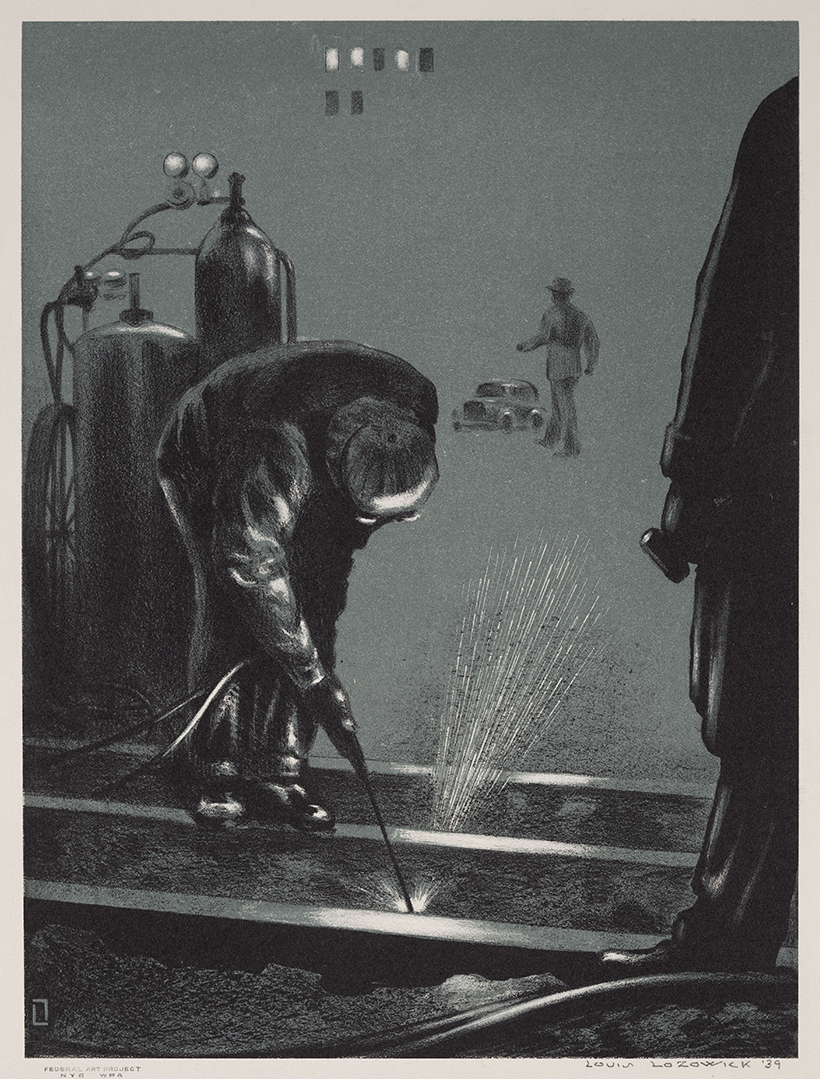
Louis Lozowick: Night Repairs (1939). Crystal Bridges Museum of American Art

Louis Lozowick ist besonders bekannt für seine Lithografien von amerikanischen Städten – Wolkenkratzer, Brücken, Fabriken, Züge – die den industriellen Fortschritt als visuelle Ästhetik feierten. Sein Stil kombiniert kubistische und futuristische Elemente mit der klaren Formensprache des Precisionismus. Seine Werke wie Construction, New York (Brooklyn Bridge) oder Granaries to Babylon gehören zu den frühesten meisterhaften Beispielen dieser Ästhetik. In den frühen 1920er Jahren begann er die Serie Machine Ornaments, imaginärer Maschinenformen, die sich später auch in Theater‑ und Schaufensterdekorationen wiederfanden. Während der 1930er Jahre wandelte sich seine Themenwahl: Figuren und Arbeitsszenen rückten in den Vordergrund, seine Lithografien bekamen sozialrealistische Tendenzen. Werke wie Lynching (1936) zeigen soziale Kritik. Er war im Rahmen der New Deal‑Programme künstlerisch aktiv und entwarf unter anderem zwei Wandgemälde für ein Postamt in Manhattan. 
Nach dem Zweiten Weltkrieg und weit in seine späten Jahre arbeitete er weiter an Lithografien und Gemälden. Ab Mitte der 1940er Jahre dominieren motivische Verschiebungen hin zu Landschaft, Familie, religiösen Themen und symbolischer Figuration (Lone Worshipper 1966). Er verfasste auch Kunstkritiken und Monographien, darunter Modern Russian Art (1925) und seine Autobiografie Survivor from a Dead Age, posthum veröffentlicht.